# جيم راينور
جيم رينور (بالإنجليزية: Jim Raynor)‏ هو شخصية خيالية وبطل سلسلة الخيال العلمي ستار كرافت التي تملكها بليزارد إنترتينمنت وهو من ابتكار كريس متزين وجيمس فيني. ظهر في لعبة ستار كرافت، ستار كرافت: برود وور وستار كرافت 2. أدى روبرت كلوتوورثي صوت الشخصية في جميع الألعاب التي ظهر فيها. وضعته مجلة كومبليكس في المرتبة 24 من بين أفضل الجنود في ألعاب الفيديو.